# غامبولو (بافيا)
غامبولو (بالإيطالية: Gambolò)‏ هي بلدة تقع في مقاطعة بافيا بإقليم لومبارديا في شمال إيطاليا. تبلغ مساحة هذه المدينة 51.5 (كم²)، وترتفع عن سطح البحر 104 م، بلغ عدد سكانها 10259 نسمة في عام 2010 حسب إحصاء المعهد الوطني للإحصاء.

## السكان
في سنة 1861 بلغ عدد السكان 6٬043 نسمة، وتطور العدد ليصل في سنة 2011 لـ 9٬779 نسمة.
يظهر هذا المخطط البياني تطور النمو السكاني لـ غامبولو (بافيا)